# Praalgraf Nicolaas III van Putten en Aleyda van Strijen

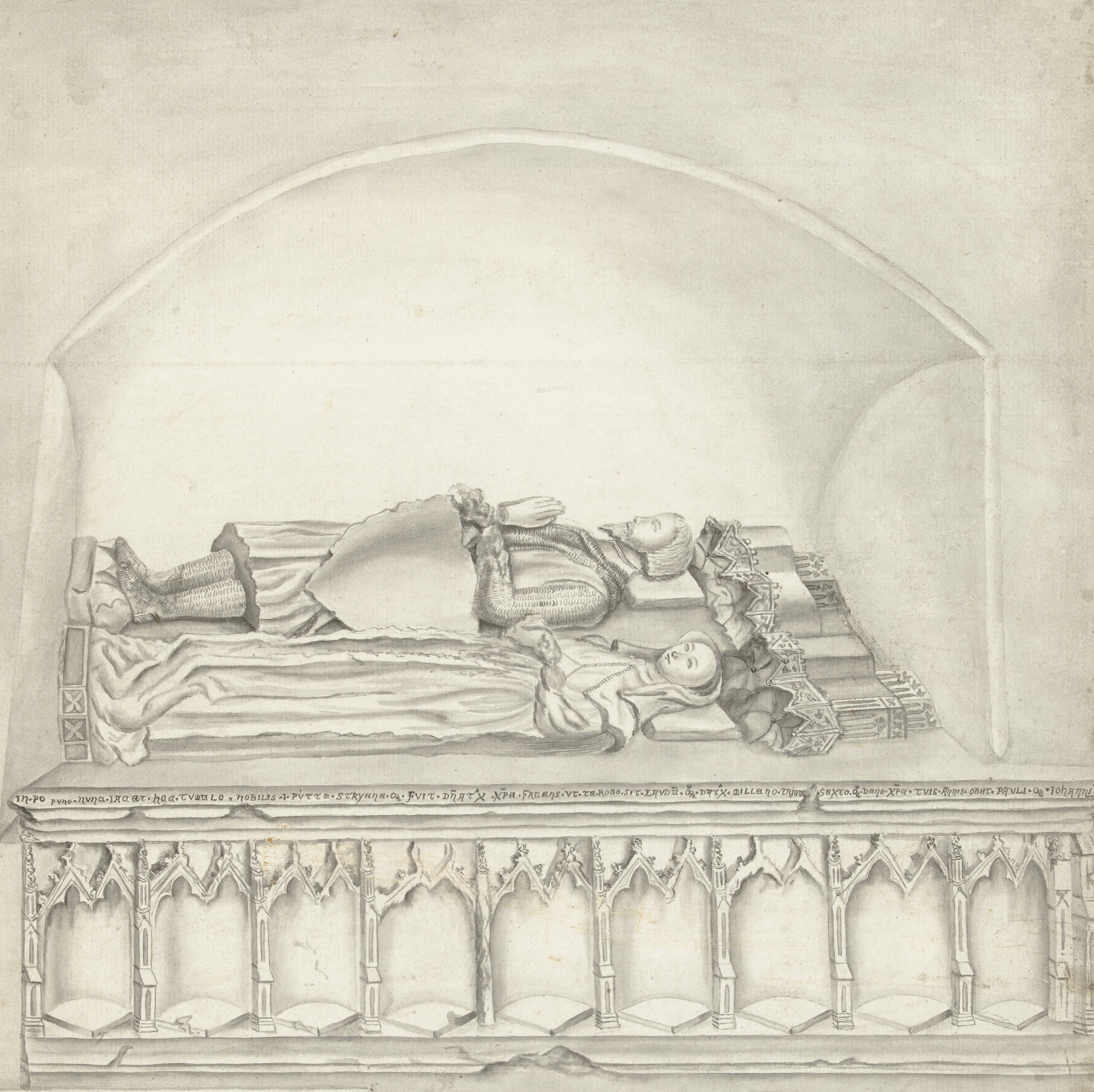
Graftombe (tekening: Joan Carel van Alderwerelt, 1781)

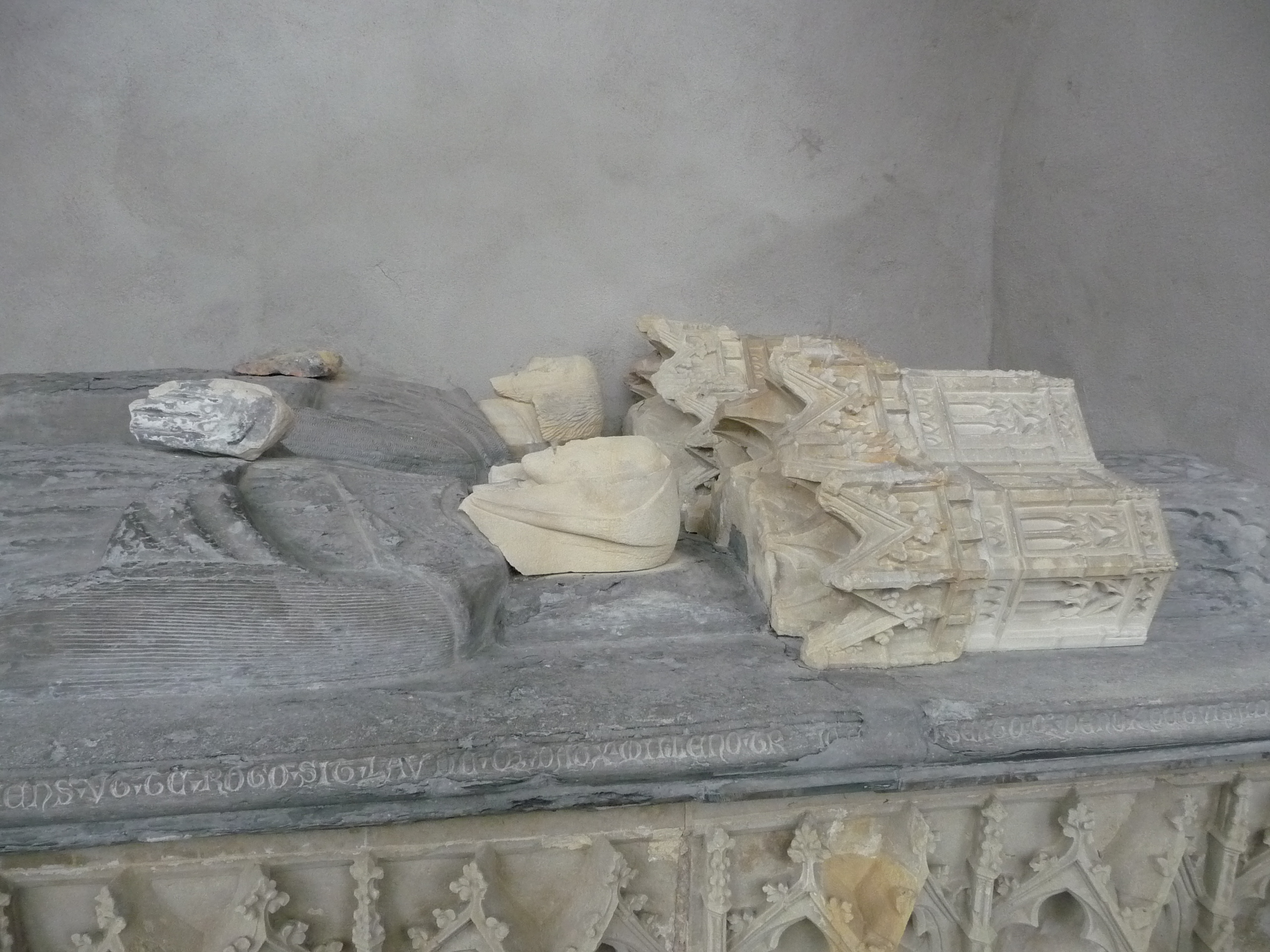
Grafmonument Nicolaas III van Putten en Aleyda van Strijen

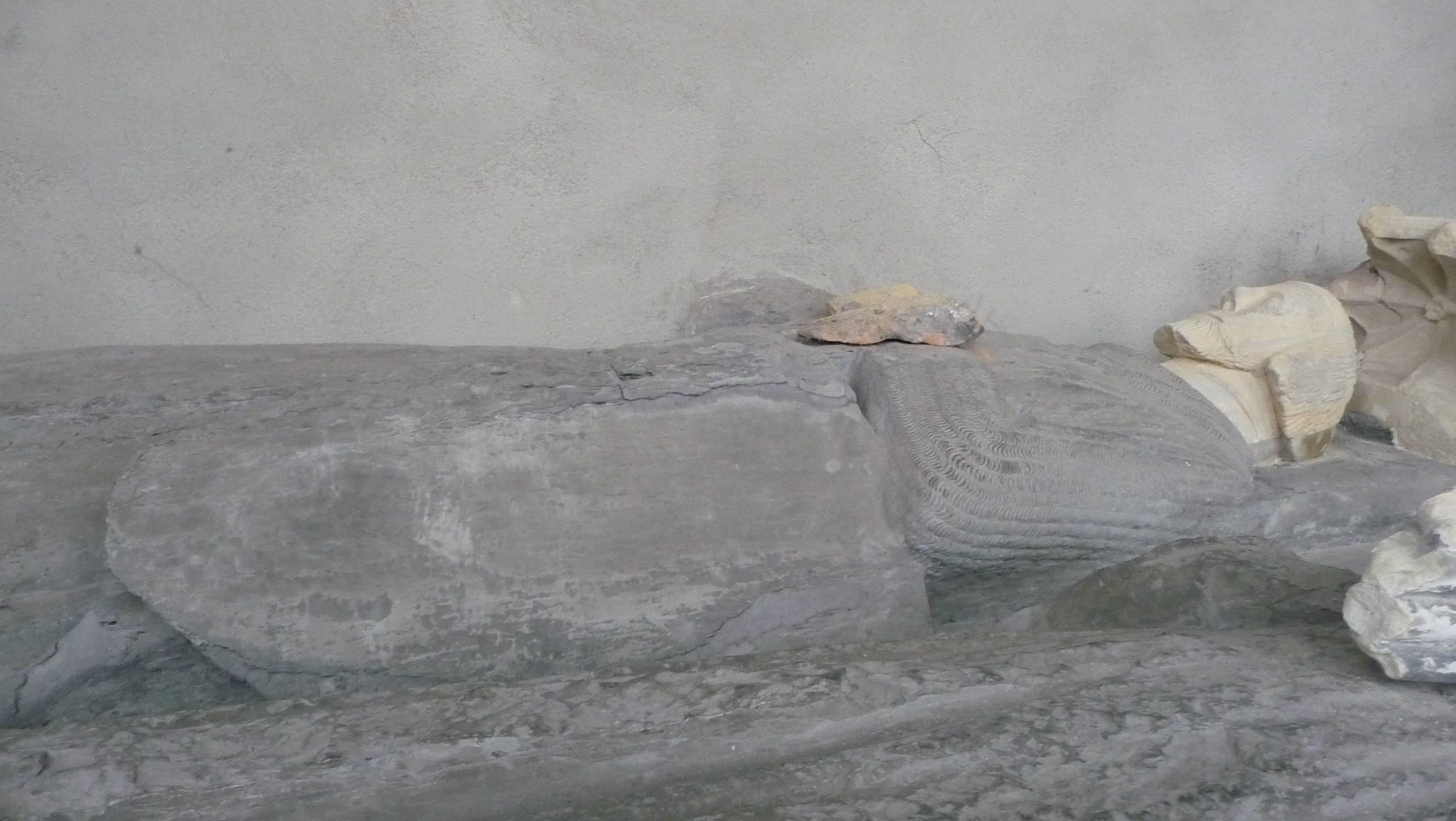
Nicolaas met schild en maliënpantser

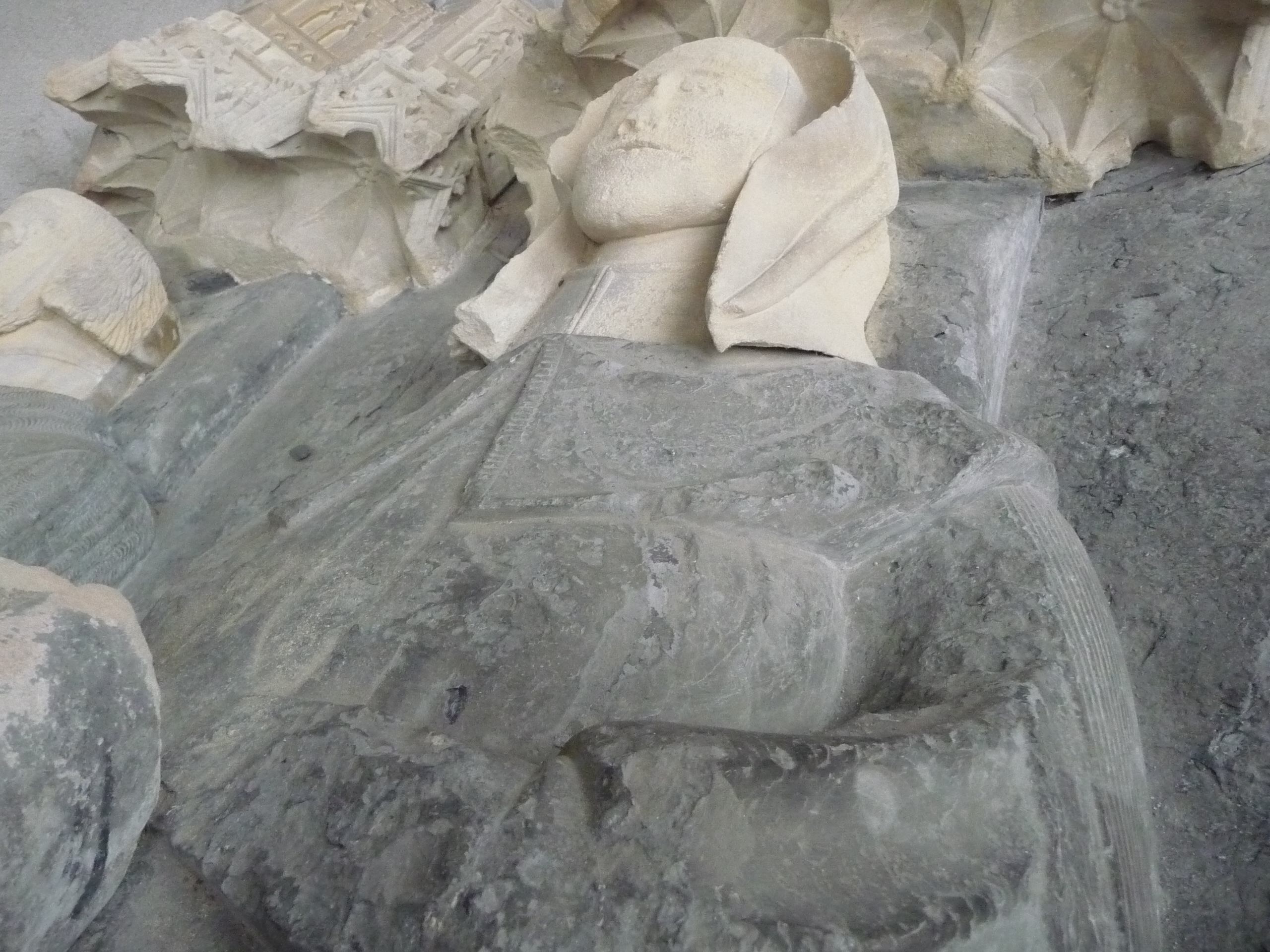
Aleyda van Strijen met witte kap en mantel

Het Praalgraf Nicolaas III van Putten en Aleyda van Strijen is een praalgraf voor de laat-middeleeuwse Heer Nicolaas III van Putten (ca.1260–1311) en zijn vrouw Aleyda, vrouwe van Strijen (1270-1316). Het praalgraf staat in het koor van de kerk in Geervliet.
Nadat haar geldzorgen voorbij waren, zorgde hun oudste dochter en erfopvolger Beatrice ervoor dat er in 1324 een graftombe met beeldhouwwerken voor haar ouders kwam, in de Kerk van Geervliet, waar zij waren begraven.

## Beschrijving van het graf
Van Wijn heeft dit graf uitgebreid beschreven. Hier een samenvatting daarvan, met enkele aanvullingen door De Baan.

De beeltenissen zijn levensgroot, gemaakt van blauw Doornikse arduinsteen, uitgezonderd de hoofden en handen, die van wit marmer zijn. Wellicht waren de witte delen oorspronkelijk geverfd. Misschien lag het paar er biddend, met gevouwen handen, maar de handen zijn verdwenen of afgebroken. Het graf is versierd met tien pilaartjes en andere gotische ornamenten. De klaagfiguren of huilebalken zijn verdwenen. De beelden van Nicolaas III en Aleyda liggen op twee zerkstenen.
Heer Nicolaas ligt, naar gewoonte, aan de rechter zijde van zijn gemalin. Zijn hoofd is ontbloot, hij heeft kort haar, knevels en een tweepuntige baard. Hij draagt een maliënpantser. Boven of over de halsberg draagt Nicolaas een overkleed of wapenrok tot over de knieën, zonder mouwen. Van de rechter schouder naar de linker zijde loopt een riem, waaraan het schild hangt; hij draagt het schild dus links. Hij heeft om zijn middel een bredere riem, waarin het zwaard zal hebben gestoken. Zijn benen en voeten zijn met maliën-harnas gewapend. De schoenen hebben geen lange punten of tuiten. Zijn sporen zijn kort. Zijn handen waren bloot en zijn inmiddels afgebroken. Er is geen wapen te zien. Zijn grafschrift luidt: "Et (pro)festum praiens, necis, heu! tulit estum" (En op de dag, die aan het feest van Simon en Judas vooraf ging (d.w.z. 27 oktober) heeft hij (Heer Nikolaes) de woede van den dood helaas! ondergaan).
Aleyda van Strijen is afgebeeld in een (weduwen)gewaad waarin de aanzienlijke vrouwen van haar tijd gekleed gingen. Haar hoofd is gedekt met een kap die enigszins langs de wangen naar buiten steekt. De rand van die kap loopt plat langs het gezicht en sluit daar op aan. Ze ligt in een statige mantel, van boven met een klep of kraag die op de borst neerhangt, en met knoopjes en (knoops)gaten of misschien van franjes voorzien, die men destijds in Frankrijk en elders gewoon was te dragen. Haar onderkleed, dat zich over de voeten uitstrekt, lijkt van voren dichtgemaakt met knoopjes of haakjes.

Kennelijk heeft Van Wijn de beelden grondig onderzocht en ook verf afgeschraapt: hij vond op het gezicht van Aleyda haar wenkbrauwen, wangen en lippen met natuurlijke verf naar het leven gekleurd, evenals bij Nicolaas. Of haar klederen beschilderd zijn geweest, is niet duidelijk. Haar handen zijn afgebroken en niet te vinden.

Haar grafschrift luidt:

Aleydis, morum speculum, flos, mater honorum
Quæ suit in popuno, nunc jacet in tumulo.
Nobilis in Putte Stryeneque suit dominatrix
Christe, fruens ut te rogo sit laudumque datrix!
Milleno, triceno, sexto quoque deno,
Christe, tuis annis, obiit, Paulique Johannis.
Van Wijn vertaalde dit als volgt (aangepast aan de hedendaagse schrijfwijze):

Aleyda, die een spiegel en bloem der zeden, en een moeder der ere,
onder het mensdom was, ligt nu in het graf.
Zij was een edele heerseres in Putte en Strijen.
Ik bid, o Christus! dat zij U genieten en loven moge!
Zij stierf in 't jaar 1316 na uwe geboore o Christus,
op de dag van Paulus en Johannes (26 juni)

### Latere veranderingen
Hendrik van Wijn heeft er in 1775 voor gezorgd dat de letters weer leesbaar werden door ze met wit in te vullen.

Het monument is tussen 1961-1963 gerestaureerd.